# Старосвєтський Лев Борисович
Лев Борисович Старосвєтський (Денис) (1893, місто Владикавказ, тепер Російська Федерація — 1937) — радянський діяч, відповідальний секретар Подільського губернського комітету КП(б)У.

## Життєпис
З 1911 року навчався в Лейпцизькому університеті в Німеччині.
Член РСДРП(б) з 1914 року.
У 1917 році повернувся до Росії.
З 1920 року — на відповідальній роботі в Катеринославському міському комітеті КП(б)У.
У квітні 1921 — листопаді 1922 року — відповідальний секретар Подільського губернського комітету КП(б)У.
У лютому 1923 — лютому 1924 року — завідувач організаційного відділу Полтавського губернського комітету КП(б)У.
У 1929 році — відповідальний секретар Курського окружного комітету ВКП(б).
У 1929—1933 роках — студент Московського вищого технічного училища імені Баумана.
У 1933—1937 роках — інженер, начальник цеху Ново-Краматорського заводу Донецької області.
У 1937 році — головний інженер Воронезького авіаційного заводу.
У 1937 році заарештований органами НКВС. Помер у в'язниці. Посмертно реабілітований.